# Elaphria deliriosa
Elaphria deliriosa là một loài bướm đêm trong họ Noctuidae.